# Informacija
Informacija je skup podataka s pripisanim značenjem i osnovni element komunikacije koji, primljen u određenoj situaciji, povećava primateljevo znanje. Znanje se stječe iskustvom, učenjem i obavješćivanjem. Preko svojih osjetila čovjek prima informacije u obliku skupova podataka, bilo izravno, prirodnim kanalima, ili posredno, uz pomoć informacijske i komunikacijske tehnologije. Podatci se sastoje od skupa kvantitativnih parametara koji opisuju neku činjenicu ili zbivanje. Oni sami za sebe nemaju nikakvo značenje, niti određuju svoj relativni značaj, pa njihovo puko gomilanje ne pridonosi razumijevanju pojave na koju se odnose. Podatci su, međutim, osnova za oblikovanje informacije. Informacija nastaje pripisivanjem značenja primljenim podatcima.
Ključnu ulogu u pretvorbi podataka u informaciju ima znanje kojim čovjek raspolaže. Ono mu omogućuje razumijevanje informacije, odnosno prepoznavanje podataka, jezika kojim su ti podatci povezani u informaciju i konteksta na koji se odnose. Znanje kojim čovjek raspolaže čini okruženje za tumačenje i vrednovanje novih informacija, a time i stvaranje novoga znanja. U tome je procesu značajna i mogućnost pamćenja informacija (unutarnje pamćenje) i njihova zapisivanja (vanjsko pamćenje). Uz informacije koje oblikuje na temelju primljenih podataka, pojedinac može izravno oblikovati informaciju na temelju znanja kojim raspolaže. Oblikovane informacije mogu se drugim pojedincima prenositi u obliku poruka. Zahvaljujući informacijskoj i komunikacijskoj tehnologiji mnogi u oblici informacija postali dostupnima velikomu broju ljudi. Razmjenom informacija među pojedincima stvara se zajednički korpus znanja.
Nastajanjem, prikupljanjem, organizacijom, tumačenjem, pohranjivanjem, pretraživanjem, širenjem, preoblikovanjem i uporabom informacija bavi se informacijska znanost. Matematičkim predstavljanjem procesa prijenosa i obrade informacija, odnosno definiranjem i mjerenjem količine informacija u porukama, načinom kodiranja i dekodiranja informacija te ocjenom svojstava prijenosnih putova bavi se teorija informacija.

## Informacija kao poruka
S pojmom informacija susrećemo se u najraznovrsnijim situacijama, od uporabe u svakodnevnom životu do one u specijaliziranim znanstvenim područjima. Podatak i informacija nerijetko se koriste kao sinonimi, no informacija su podaci stavljeni u značenjski kontekst, dok je podatak izvan ikakvog konteksta – on je beskoristan sve dok ne prenosi neku informaciju. Informacija je pojam s mnogo značenja ovisno o kontekstu, ali je kao pravilo usko povezana s konceptima kao što su značenje, znanje, percepcija, instrukcija, komunikacija i razni mentalni procesi.  Informacija je primljena i shvaćena poruka, ali prije svega rezultat procesiranja, manipuliranja i organiziranja podataka na načina da isti nadograđuju znanje osobe koja informaciju prima.

## Informacijsko doba
Često se govori o informacijskom dobu kao uvodu u doba znanja ili društvo znanja, informacijskom društvu, informacijskoj tehnologiji. Iako su informatika, znanost o informaciji i računarstvo često u središtu pozornosti, riječ informacija je često korištena bez obzira na različita značenja koja je poprimila.

## Informacijsko ponašanje i informacijske potrebe
Informacijsko ponašanje može se definirati kao interakcija pojedinca s informacijama, a ovisi o vrsti informacija koje su pojedincu potrebne, odnosno o njihovim informacijskim potrebama u određenom vremenu i njegovim vanjskim i unutarnjim čimbenicima. Stoga informacijsku potrebu definiramo kao spoznaju pojedinca da je njegovo postojeće znanje nedovoljno - bilo da je riječ o određenoj temi, predmetu, situaciji ili pak da ispuni određeni cilj. S obzirom na to, informacijske potrebe možemo podijeliti na one opće prirode koje se odnose na pojedinca i njegovu okolinu te na osnovne životne potrebe poput zdravlja, sigurnosti ili intelektualnog napretka. U svakom slučaju pojedinac traži informacije s ciljem zadovoljenja potrebe i koristi se različitim informacijskim izvorima (primjerice časopisi, knjižnična građa ili informacijski sustavi ili neformalni izvori informiranja). Prema tome u ovom kontekstu informacija je promjena u znanju pojedinca kao rezultat zadovoljenja potreba. Smatra se da dobre informacije pojedincima pridonose u boljem suočavanju sa životnim izazovima i u uspješnom rješavanju problema te donošenju odluka, a pojavljuju se u obliku činjenica, ideja, mišljenja i uvjerenja.

## Ponovna uporaba
Ponovna uporaba informacija u Hrvatskoj je Zakonom o pravu na pristup informacijama određena kao uporaba informacija tijela javne vlasti koju provodi fizička ili pravna osoba, s drukčijom svrhom od one izvorne u okviru javnog posla za koji su te informacije izrađene.
Naime, tijela javne vlasti u ispunjavanju svojih javnih dužnosti prikupljaju, proizvode, umnažaju i distribuiraju određene informacije koje se stvaraju uz pomoć javnih, proračunskih sredstava, stoga se njima treba koristiti na najbolji mogući način, kako bi se potaknulo gospodarstvo ili bolje iskoristio njihov potencijal. Primjer takvih informacija jesu razni gospodarsko-financijski podatci, podatci iz pravosuđa, prostorno-zemljopisne informacije, statističke informacije, različiti registri i baze podataka, koji imaju potencijal za ponovnu uporabu u svrhu razvijanja novih proizvoda i usluga (npr. navigacijski sustavi, prometne aplikacije, vremenske prognoze, financijske usluge, znanstvena i ina istraživanja i sl.). Kada su podatci namijenjeni ponovnoj uporabi javno objavljeni na mrežnoj stranici tijela javne vlasti u strojno čitljivom obliku i otvorenu formatu, tako da se njima može slobodno koristiti u tržišne ili netržišne svrhe, radi se o otvorenim podatcima. Jedan od portala koji služi za objavu otvorenih podataka je Portal otvorenih podataka Hrvatske.